# Borysthenes fatalis
Borysthenes fatalis är en insektsart som beskrevs av Alexander Fyodorovich Emeljanov 1989. Borysthenes fatalis ingår i släktet Borysthenes och familjen kilstritar. Inga underarter finns listade i Catalogue of Life.